# Stephan Völkel
Stephan Völkel (* 13. April 1971 in Hagen, Westfalen) ist ein deutscher Basketballtrainer und -funktionär.
Ab 2006 war er als Trainerassistent für verschiedene Erst- und Zweitligisten tätig. Das Cheftraineramt hatte Völkel in Deutschland bei Zweit- und Drittligisten sowie beim luxemburgischen Erstligisten Musel Pikes inne.

## Karriere
Gebürtig aus Hagen, Sitz des Deutschen Basketball Bundes, wurde auch Völkel wie viele andere Jugendliche dort mit dem Basketball-Virus infiziert. Da es als Spieler zu keiner Karriere reichte, wurde er früh Trainer und war dann seit 1998 Nachwuchskoordinator beim Erstligaverein und Bundesliga-Gründungsmitglied Brandt Hagen. In diesen Jahren wurde er mit diversen Jugendmannschaften Deutscher Jugendmeister und mehrfach Westdeutscher Landesmeister. Nach zwei Jahren wurde ihm dann für die Saison 2000/01 die Stelle als Cheftrainer des Zweitligisten SC Rist Wedel bei Hamburg angeboten. Der SC Rist ist als Ausbildungsverein junger Talente bekannt und wurde bereits mehrfach mit dem „Grünen Band“ für vorbildliche Talentförderung ausgezeichnet. Bereits nach einer Spielzeit erhielt Völkel das Angebot, den Zweitligisten Paderborn Baskets zu übernehmen. Nachdem dieser kurzfristig Insolvenz angemeldet hatte, arbeitete er wieder in seiner Heimatstadt, diesmal für den Landesverband WBV, für den er verschiedene Auswahlmannschaften im Jugendbereich trainierte sowie Trainerfortbildungen durchführte. 2005 übernahm er als verantwortlicher Trainer den BBV Hagen, Nachfolgeverein des Ende 2003 in Konkurs gegangenen Erstligisten Brandt Hagen.
Ein Jahr später 2006 bot der Erstliga-Aufsteiger Paderborn Baskets Völkel die Stelle als Assistenztrainer an. Bei den Ostwestfalen arbeitete er als Assistent von Douglas Spradley und sollte zudem die Nachwuchsförderung im Verein vorantreiben. Nach dem größten Erfolg des Vereins mit dem Einzug in die Play-offs 2008/09 um die deutsche Meisterschaft wechselte Spradley vom finanziell angeschlagenen Verein zum Ligakonkurrenten Eisbären Bremerhaven und nahm seinen Assistenten Völkel gleich mit. Hier arbeitete er unter anderem auch im Trainerstab mit Hamed Attarbashi zusammen, der zuvor Jugendkoordinator in Paderborn war und bereits 2007 nach Bremerhaven gewechselt war. Völkel hatte einen Vertrag bis Saisonende 2012/13.
Nach der Entlassung von Trainer Spradley in Bremerhaven wurde Jugendkoordinator Attarbashi Assistent des neuen Cheftrainers Calvin Oldham und Völkel nahm eine Stelle als Assistent des Trainer-Neulings Chris Ensminger bei den Oettinger Rockets aus Gotha in der zweiten Liga ProA an. Mit Ensminger hatte Völkel schon zusammengearbeitet, als dieser noch Spieler in der Saison 2008/09 in Paderborn war. Nach einer Spielzeit wechselte er zum Ligakonkurrenten und Erstliga-Absteiger s.Oliver Baskets aus Würzburg, für die erneut als Assistent von Douglas Spradley arbeitete, der nach einjähriger Pause bei den Würzburgern eine neue Cheftrainerstelle angetreten hatte. Nach der Entlassung von Spradley im Dezember 2016 blieb Völkel in Würzburg als Assistent des neuen Trainers Dirk Bauermann, ehe er den Verein nach dem Ende der Saison 2016/17 verließ.
Im Juli 2017 wechselte er innerhalb der Bundesliga zu den MHP Riesen Ludwigsburg und wurde dort Co-Trainer von John Patrick. Anfang Februar 2018 kam es zur Trennung. Kurz darauf wurde Völkel sportlicher Berater bei den Cuxhaven Baskets (2. Bundesliga ProB). Anfang März 2018 übernahm er in Cuxhaven den Cheftrainerposten und hatte diesen bis Saisonende 2017/18 inne.
Im Juni 2018 wurde er als Cheftrainer des luxemburgischen Erstligisten Musel Pikes vorgestellt, und blieb bis zum Saisonende 2018/19 im Amt. Im August 2019 trat er das Amt des Geschäftsführers des Zweitligisten Eisbären Bremerhaven an, legte dieses aber bereits Anfang September 2019 aus persönlichen Gründen nieder. Ende Dezember 2019 wurde er Cheftrainer bei den White Wings Hanau (2. Bundesliga ProB). Die Saison 2019/20 endete wegen der Ausbreitung des Coronavirus SARS-CoV-2 vorzeitig, seine Amtszeit in Hanau ging damit zu Ende. Völkel hatte Hanau auf den dritten Rang der Abschlusstabelle geführt. Im Juni 2020 wurde er als neuer Cheftrainer und Sportlicher Leiter der Iserlohn Kangaroos (ebenfalls 2. Bundesliga ProB) vorgestellt. Im März 2021 wurde er von den Iserlohnern freigestellt, nachdem er die Mannschaft auf den achten Tabellenplatz geführt hatte. Der Grund für die Trennung waren laut Verein unterschiedliche Auffassungen über die sportliche Ausrichtung.
Völkel wurde im Sommer 2021 als Nachwuchskoordinator beim Bundesligisten Basketball Löwen Braunschweig tätig, wurde gleichzeitig Mitglied der Geschäftsführung der SG Junior Löwen gGmbH (Betreibergesellschaft der Braunschweiger Jugendarbeit) und Trainer der Braunschweiger Mannschaft in der Jugend-Basketball-Bundesliga. 2022 übernahm Völkel mit Dienstbeginn 1. April das Amt des Geschäftsführers der Betreibergesellschaft der EN Baskets Schwelm (2. Bundesliga ProB).